# Histoires de mondes étranges
Histoires de mondes étranges est le vingt-septième tome, et le quinzième volume de la deuxième série, de La Grande Anthologie de la science-fiction, paru en 1984.
Préfacé par Gérard Klein, l'ouvrage réunit douze nouvelles.
L'image de couverture a été réalisée par Philippe Adamov ; elle représente un robot immense et massif en train de regarder un petit véhicule d'exploration.

## Publication
- Gérard Klein (dir.), Histoires de mondes étranges, Le Livre de poche n° 3812 ;  (ISBN 2-253-03480-0)

## Extrait de la préface
« (…) Tant de mondes, et par conséquent tant de mondes étranges. Il est superficiellement paradoxal que les lois physiques soient partout les mêmes, pour autant que nous sachions, et qu'elles aboutissent à une inépuisable diversité. (…) Sur un million d'autres planètes, l'optimiste peut donc s'attendre à découvrir des milliards d'autres espèces, des milliards de milliards de sujets d'étonnement. Toutefois, l'étrangeté qui suscite l'étonnement, souvent l'effroi et parfois l'admiration, est une qualité fragile et instable. Il suffit après tout de la considérer assez longtemps pour qu'elle disparaisse et s'abîme dans l'habitude. Un monde étrange est dans un état provisoire ; l'année d'après, il entre dans la statistique. (…)

Peut-être peut-on suggérer, principalement à l'intention du néophyte, une nomenclature certes sommaire et incomplète.
On y trouvera d'abord les mondes artificiels qui s'offrent parfois à l'examen parce qu'ils traversent délibérément notre système solaire. (...)
Il y a ensuite les mondes physiquement étranges ; ils peuvent l'être par leur taille, par leur composition. (...) Le problème est alors non plus de les atteindre, mais de les explorer, de pénétrer dans un milieu fondamentalement hostile. (...)
On trouvera en troisième lieu des mondes physiquement étranges qui redoublent cette singularité d'être différents. (...)
Un quatrième type de mondes étranges abrite des sociétés différentes, non humaines ou humanoïdes. (...)

Les mondes étranges du cinquième type sont enfin des mondes humains où d'autres solutions que les nôtres ont été apportées au problème de la vie collective. (…) »

## Liste des nouvelles

### Odyssée martienne
- Titre original : A Martian Odissey
- Auteur : Stanley G. Weinbaum
- Nouvelle traduite de l'anglais par Georges H. Gallet, initialement parue dans Wonder Stories, juillet 1934
- Situation dans le recueil : p. 11 à 48.

### Rendez-vous avec Méduse
- Titre original : A Meeting with Medusa
- Auteur : Arthur C. Clarke
- Nouvelle traduite de l'anglais par Michel Lederer, initialement parue dans Playboy, décembre 1971
- Situation dans le recueil : p. 49 à 113.
- Résumé :

Howard Falcon, détruit dans l'accident du dirigeable Queen Elisabeth IV, utilise son corps cybernétisé pour réaliser une descente dans l'atmosphère de Jupiter. Il décrit à son chef, le Dr Brenner, sa rencontre avec de multiples phénomènes électromagnétiques, puis avec des extraterrestres volants à l'aspect d'immenses méduses (d'où le titre de la nouvelle) et de raies manta. Après de longues observations, l'une des méduses tente de le capturer, ce qui le force à quitter l'atmosphère de Jupiter. De retour sur Terre, il est acclamé, mais son exploit le conduit à mépriser les "simples" humains, si limités, alors que lui, le premier cyborg immortel, peut affronter Jupiter et bien d'autres environnements hostiles.
- Note : Les formes de vie décrites sont identiques à celles imaginées par Carl Sagan et Edwin Salpeter dans leur article "Particles, Environments, and Possible Ecologies in the Jovian Atmosphere" de 1975.

### La Fin de l'hiver
- Titre original : The End of winter
- Auteur : Algis Budrys
- Nouvelle traduite de l'anglais par Gersaint, initialement parue dans Venture Science Fiction Magazine, janvier 1958
- Situation dans le recueil : p. 115 à 133.
- Résumé : À la recherche de Lew et Norah Hervey, deux explorateurs disparus, Harry (le narrateur), Doris et Dozzen trouvent l'épave de leur navire sur un monde de cauchemar, gelé au zéro absolu, planté de structures de métal horribles, qui semblent bouger ou se transformer. Effrayés, ils réalisent que cette planète est artificielle mais que ses créateurs ont manqué d'un élément essentiel. L'amour de Lew et Norah (malgré leur mort), puis celui de Harry et Doris aident peu à peu les éléments de sa surface à se définir, à progresser vers une vie réelle. L'équipe repart vite, mais Harry pense que s'ils revenaient, ils trouveraient que l'œuvre antique est achevée.

### Icy, il doit y avoir des tigres
- Titre original : Here there be tygers
- Auteur : Ray Bradbury
- Nouvelle traduite de l'anglais par Alyette Guillot-Coli, initialement parue dans l'anthologie New Tales of Space and Time, novembre 1951
- Situation dans le recueil : p. 135 à 154.
- Résumé :

Une équipe d'explorateurs atterrit sur une planète qui semble devoir répondre à tous leurs désirs dès qu'ils les formulent. Il n'y a de pièges (les fameux tigres) que pour celui qui refuse d'aimer l'endroit et s'obstine à chercher des richesses minérales. Vaguement effrayés par la mort de celui-ci, tous les explorateurs sauf un finissent par rembarquer. L'équipage revenu en orbite constate alors que la planète leur apparaît désormais comme un enfer, tandis que pour leur ami resté en surface, le monde entier est un paradis.

### Bucolique
- Titre original : Process (1950)
- Auteur : A. E. van Vogt
- Nouvelle traduite de l'anglais par Richard Chomet, initialement parue dans The Magazine of Fantasy & Science Fiction, décembre 1950
- Situation dans le recueil : p. 155 à 164.

### Les Altruistes
- Titre original : The Altruists
- Auteur : Idris Seabright
- Nouvelle traduite de l'anglais par Roger Durand, initialement parue dans The Magazine of Fantasy & Science Fiction, novembre 1953
- Situation dans le recueil : p. 165 à 186.
- Résumé :

Malcom (sic) Knight apprend que les Slurbs, habitants télépathes de la planète Skös, sont serviles de nature. Il passe outre la quarantaine pour y atterrir et y déchaîner ses instincts violents contre la population d'un village. De fait, les Slurbs se comportent en esclaves complets, jusqu'à une nuit où ils le chassent dans la forêt. Knight y subit de violentes attaques d'une force invisible; lorsque les Slurbs l'autorisent à revenir, il découvre avec effroi et colère que le vaisseau qui devait venir le chercher est reparti car les Slurbs ont fait croire à sa mort. Peu après, les attaques reprennent, et il croit mourir. Lorsque, enfin, cela cesse, les Slurbs ravis lui expliquent que ses brutalités les ont aidés à pondre davantage d'œufs — ce pourquoi ils aiment que les étrangers les frappent. Ils seront ses esclaves à jamais si cela peut leur donner plus de descendants. Knight comprend que les Slurbs considèrent la douleur comme un plaisir, et qu'à chaque œuf pondu ils lui rendent le reflet d'un de ses propres coups; la prochaine ponte lui sera certainement fatale. Cela n'empêche pas les Slurbs de faire le serment de le rendre heureux.

### Conquête
- Titre original : Conquest
- Auteur : Anthony Boucher
- Nouvelle traduite de l'anglais par Frank Straschitz, initialement parue dans Star Science Fiction Stories no 2, 1953
- Situation dans le recueil : p. 187 à 202.
- Résumé :

Naufragés sur une planète habitée par des géants, trois astronautes décident de prendre exemple sur leur chat domestique : ils vont se laisser apprivoiser par les indigènes en échange du gîte, du couvert, de soins, etc. Des années après, ils ont fait souche et se sont installés dans ce style de vie. Le narrateur se demande alors si les chats n'ont pas fait de même sur Terre.

### Votre amour haploïde
- Titre original : Your Haploid Heart
- Auteur : James Tiptree, Jr.
- Nouvelle traduite de l'anglais par Paul Hébert, initialement parue dans Analog Science Fiction, septembre 1969.
- Parution en France dans Univers 06 (1976) sous le titre Votre cœur haploïde.
- Situation dans le recueil : p. 203 à 252.
- Résumé : Les héros sont envoyés en ambassade sur une planète dont les habitants humains sont divisés en deux peuples : des « seigneurs » grands et lourds, et des êtres graciles, opprimés, en voie d'extermination. Prenant fait et cause pour ces derniers, ils réaliseront juste à temps qu'il s'agit en fait des deux faces d'une même pièce, d'une même espèce, un caprice de la génétique.
- Liens externes : 
  - Notice sur Noosfère
  - Notice sur iSFdb

### Bienvenue dans le cauchemar classique
- Titre original : Welcome to the standard Nightmare
- Auteur : Robert Sheckley
- Nouvelle traduite de l'anglais par Mimi Perrin, initialement parue dans l'anthologie Nova 3, 1973
- Situation dans le recueil : p. 253 à 274.

### Quand les ténèbres viendront
- Titre original : Nightfall (1941)
- Auteur : Isaac Asimov
- Situation dans le recueil : p. 275 à 325.

### Ni les îles de calcaire qui volent dans le ciel
- Titre original : Nor limestone islands
- Auteur : R. A. Lafferty
- Nouvelle traduite de l'anglais par Charles Canet, initialement parue dans l'anthologie Universe no 1, 1971
- Situation dans le recueil : p. 327 à 345.
- Résumé :

Cette nouvelle est une fable, une fantaisie légère autour d'un pays merveilleux qui se cache au sein des nuages. Les terriens ne veulent pas y croire, sauf l'une des protagonistes : les gens des nuages lui ont offert une falaise de calcaire blanc et elle y sculpte une pagode.

### Un billet pour Tranaï
- Titre original : A ticket to Tranai
- Auteur : Robert Sheckley
- Nouvelle traduite de l'anglais par Michel Deutsch, initialement parue dans Galaxy Science Fiction, octobre 1955
- Situation dans le recueil : p. 347 à 402.